# Herb Wyśmierzyc
Herb Wyśmierzyc – jeden z symboli miasta Wyśmierzyce i gminy Wyśmierzyce w postaci herbu.

## Wygląd i symbolika
Herb przedstawia w polu błękitnym Baranka Bożego srebrnego, trzymającego pastorał złoty w prawej przedniej nodze. Godło położone na tarczy zbliżonej do typu francuskiego.

## Historia
Herb w podobnym kształcie zachował się na jedynej pieczęci z 1655 roku.